# Mortes em dezembro de 2016
Mortes em 2016: ← Janeiro – Fevereiro – Março – Abril – Maio – Junho – Julho – Agosto – Setembro – Outubro – Novembro – Dezembro →
Esta é uma relação de pessoas notáveis que morreram durante o mês de dezembro de 2016, listando nome, nacionalidade, ocupação e ano de nascimento.

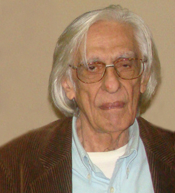
Ferreira Gullar, escritor brasileiro

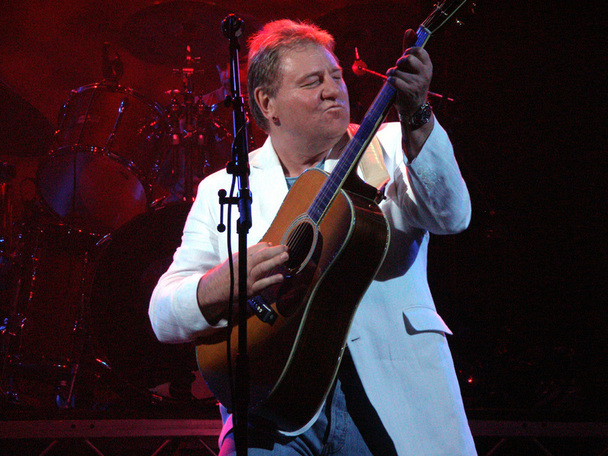
Greg Lake, músico britânico

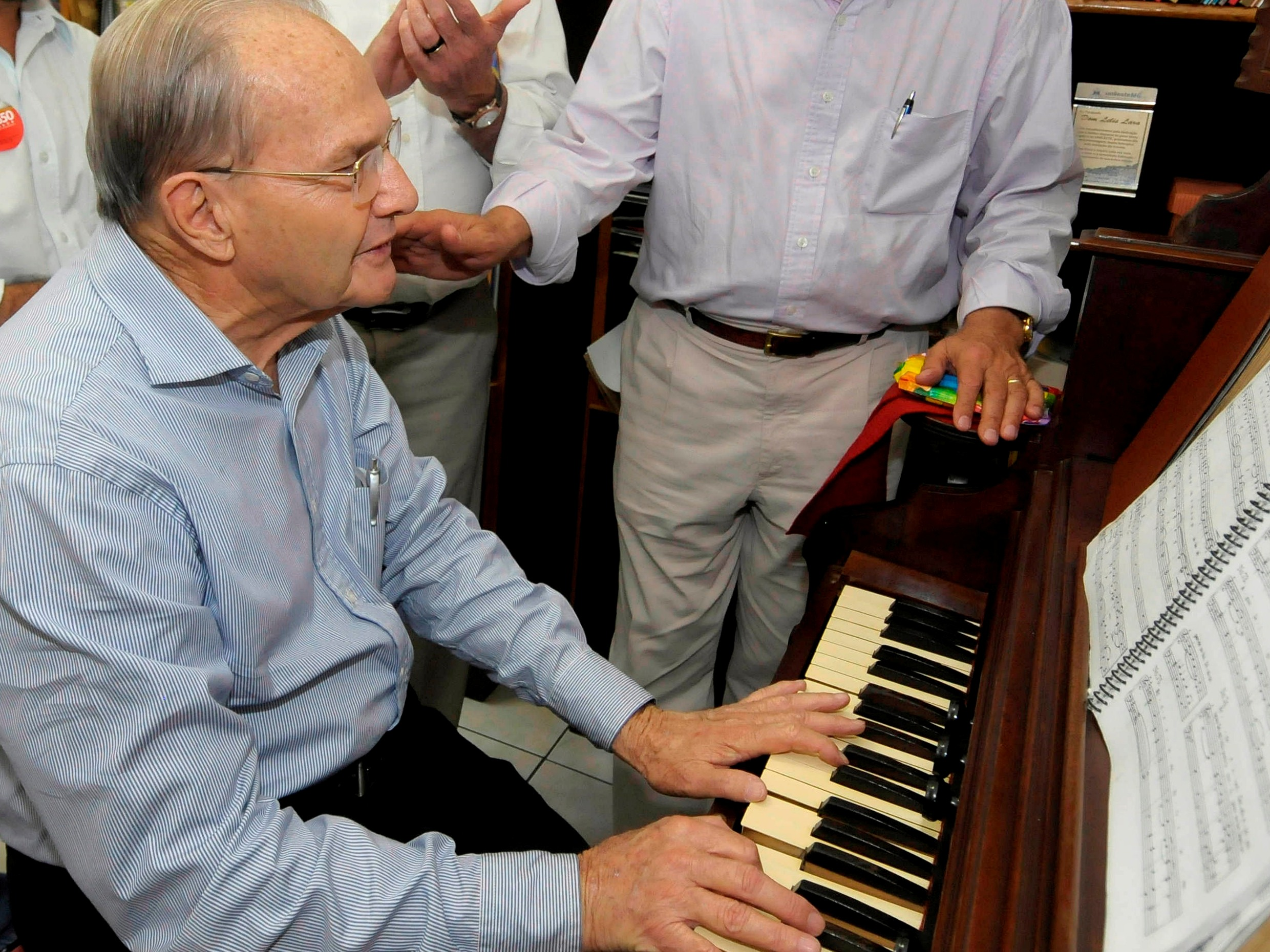
Lélis Lara, bispo brasileiro

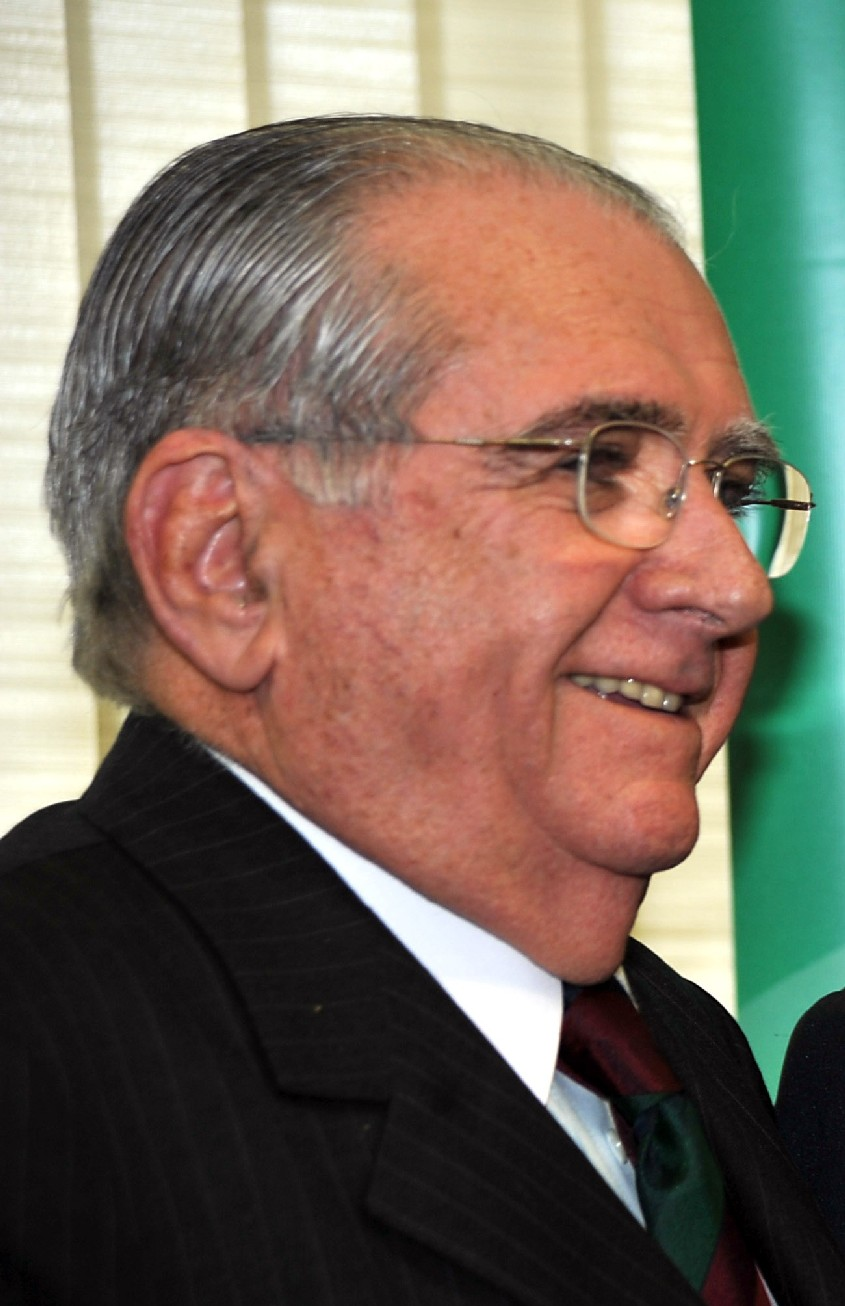
João Castelo, empresário e político brasileiro

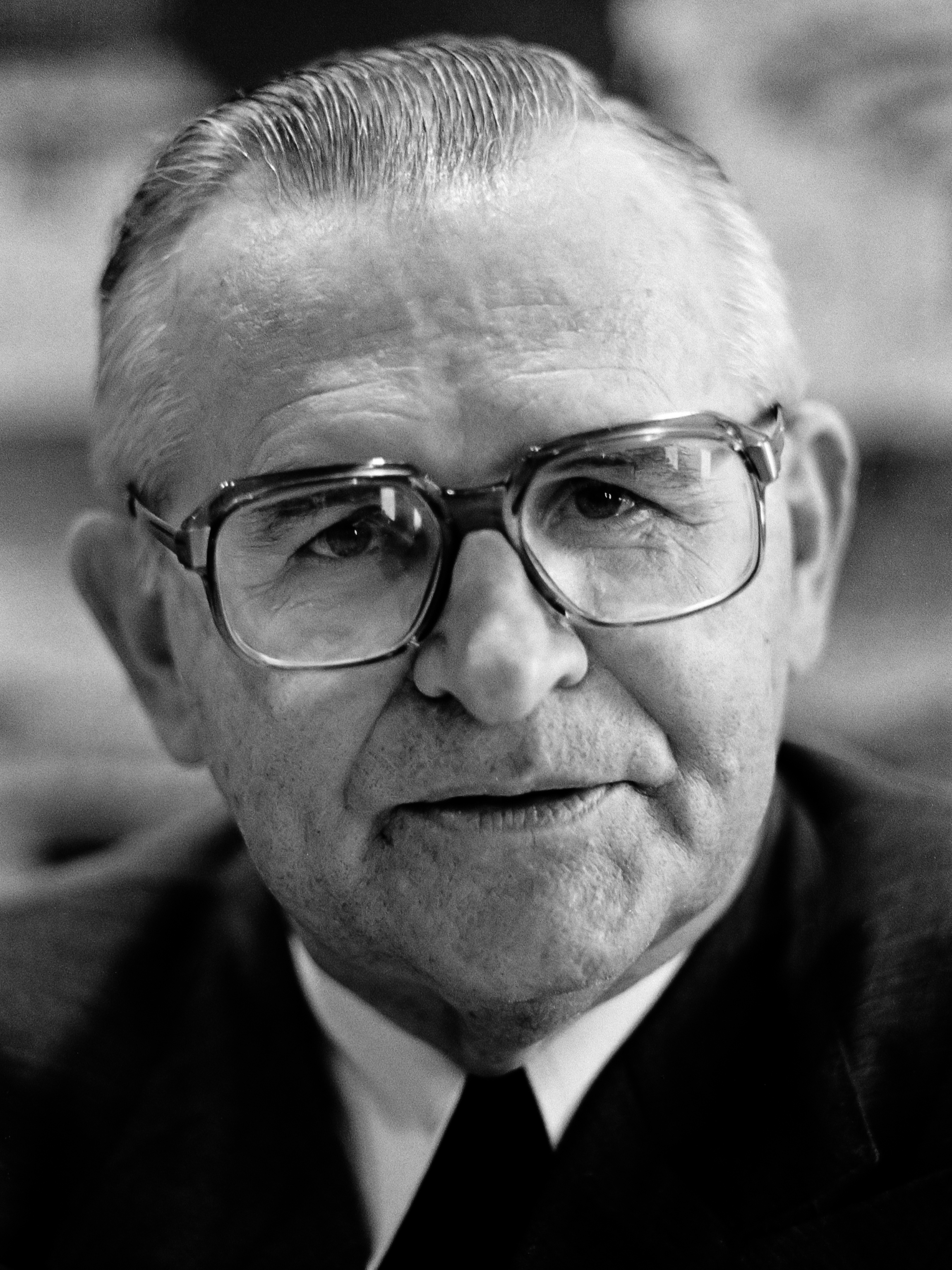
Paulo Evaristo Arns, cardeal e arcebispo brasileiro

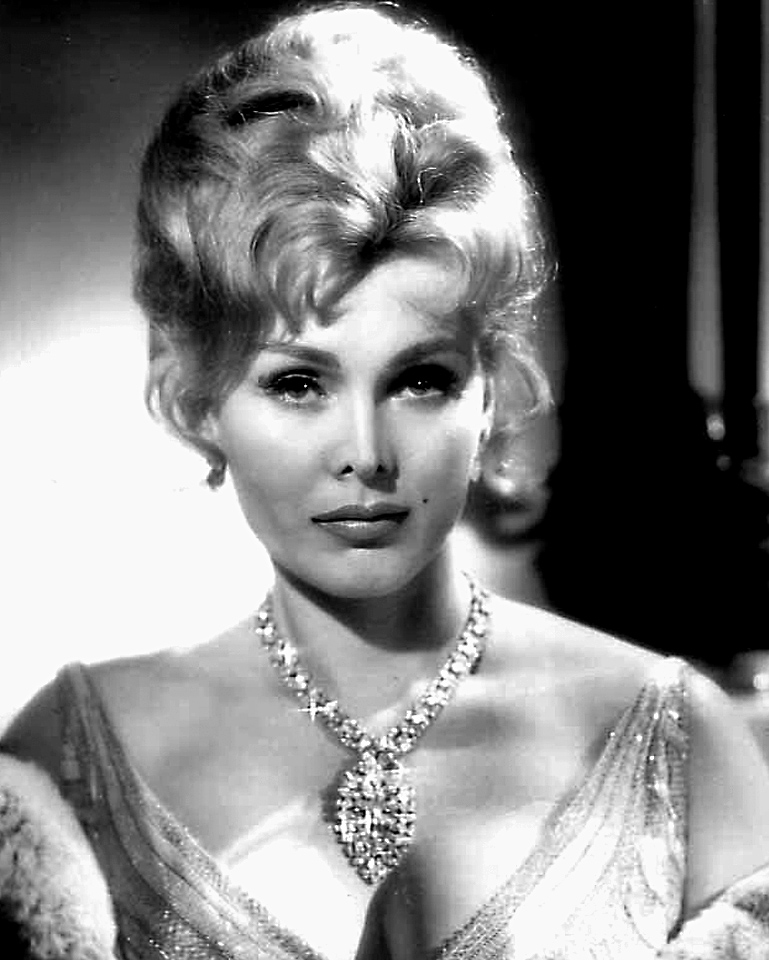
Zsa Zsa Gábor, atriz e socialite hungara-americana

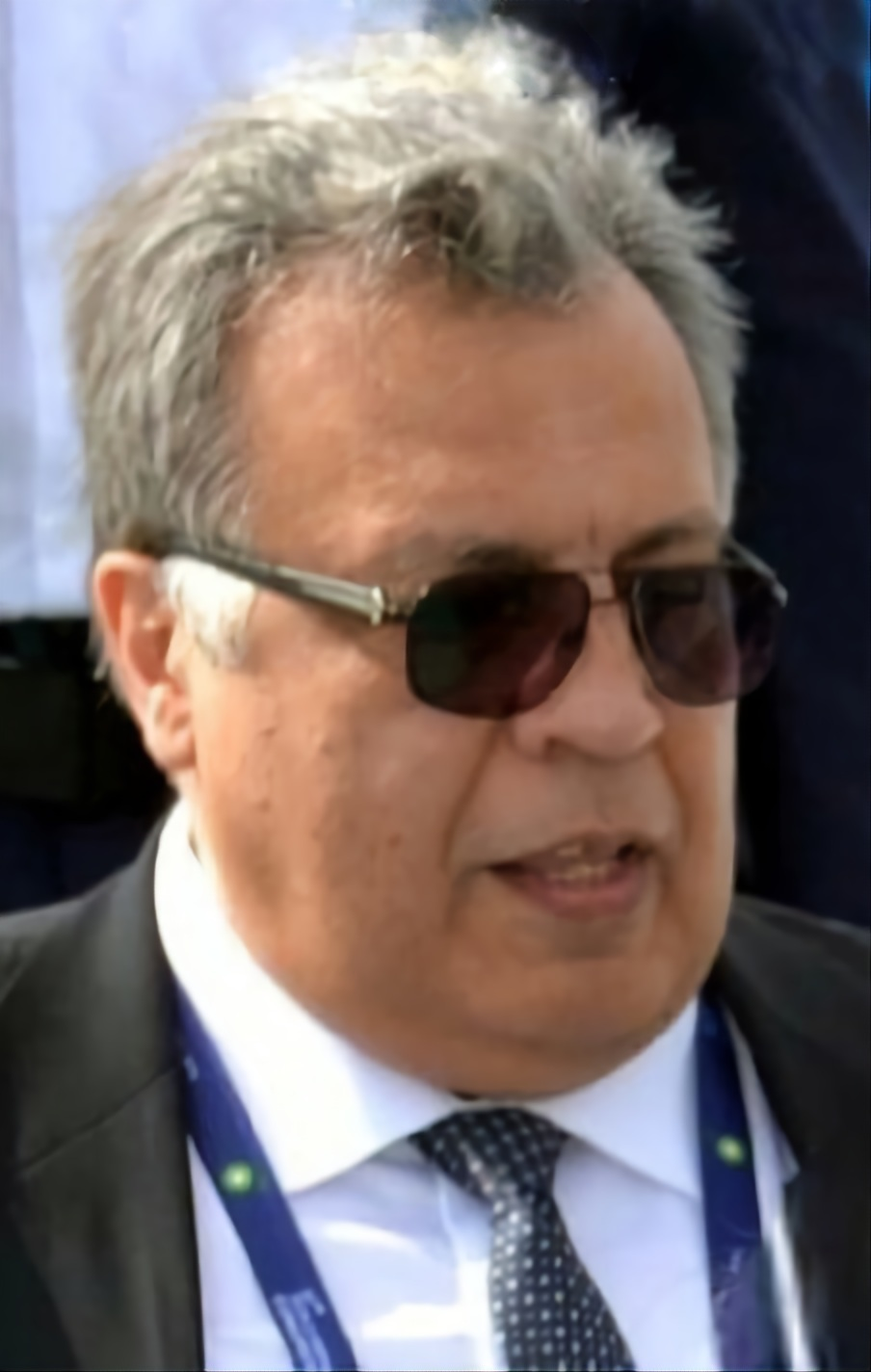
Andrei Karlov, diplomata russo

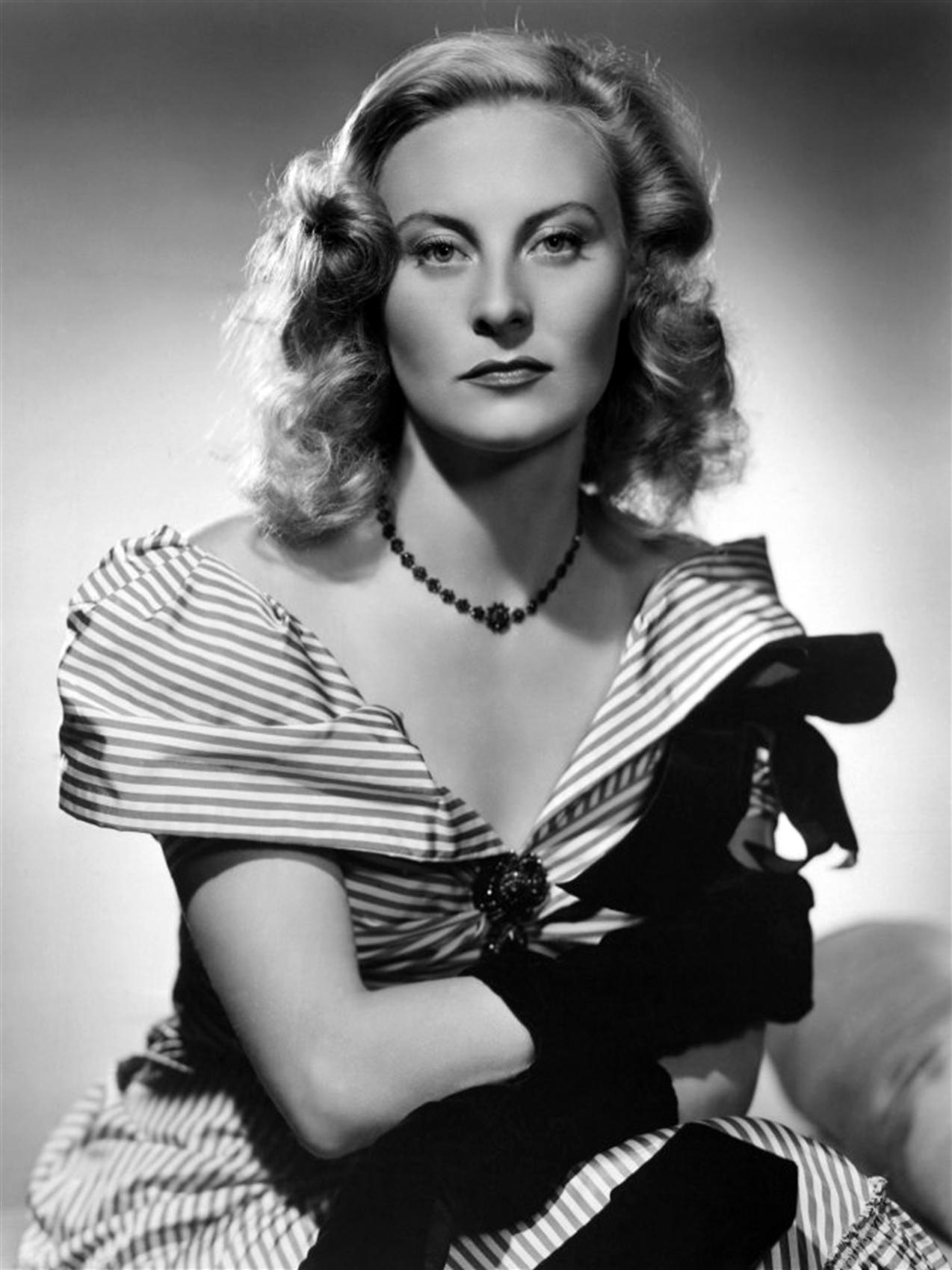
Michèle Morgan, atriz francesa

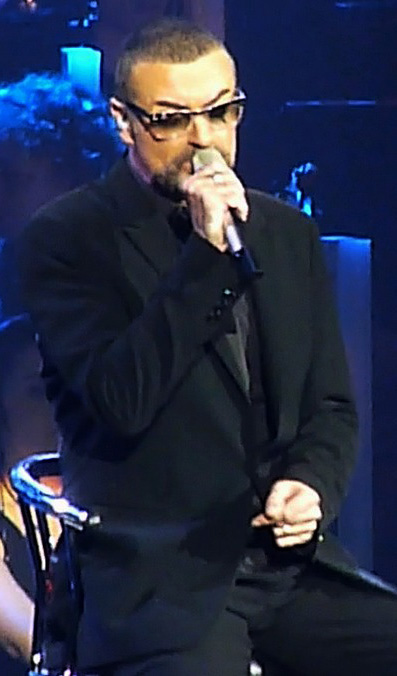
George Michael, cantor britânico

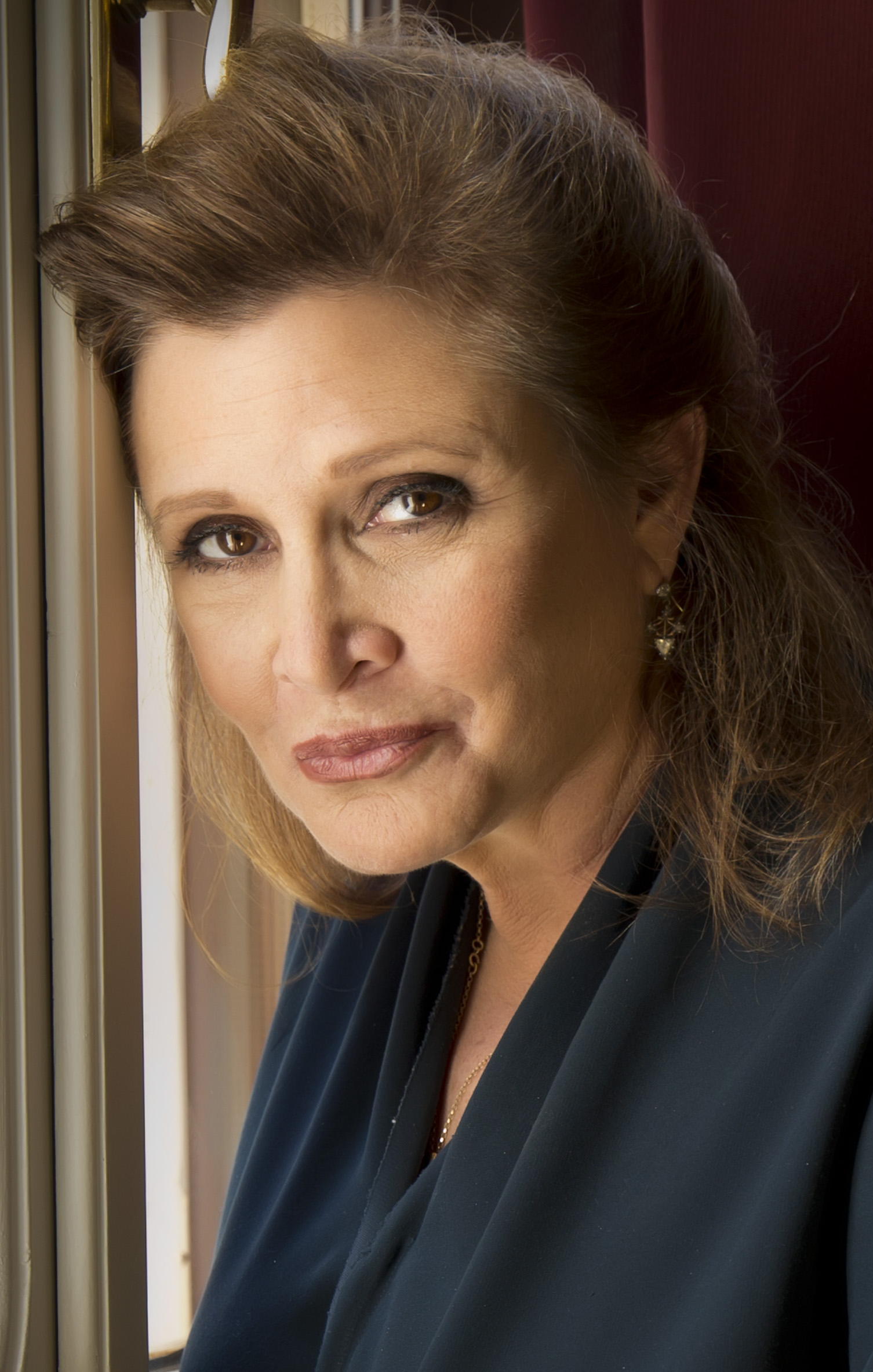
Carrie Fisher, atriz e roteirista americana

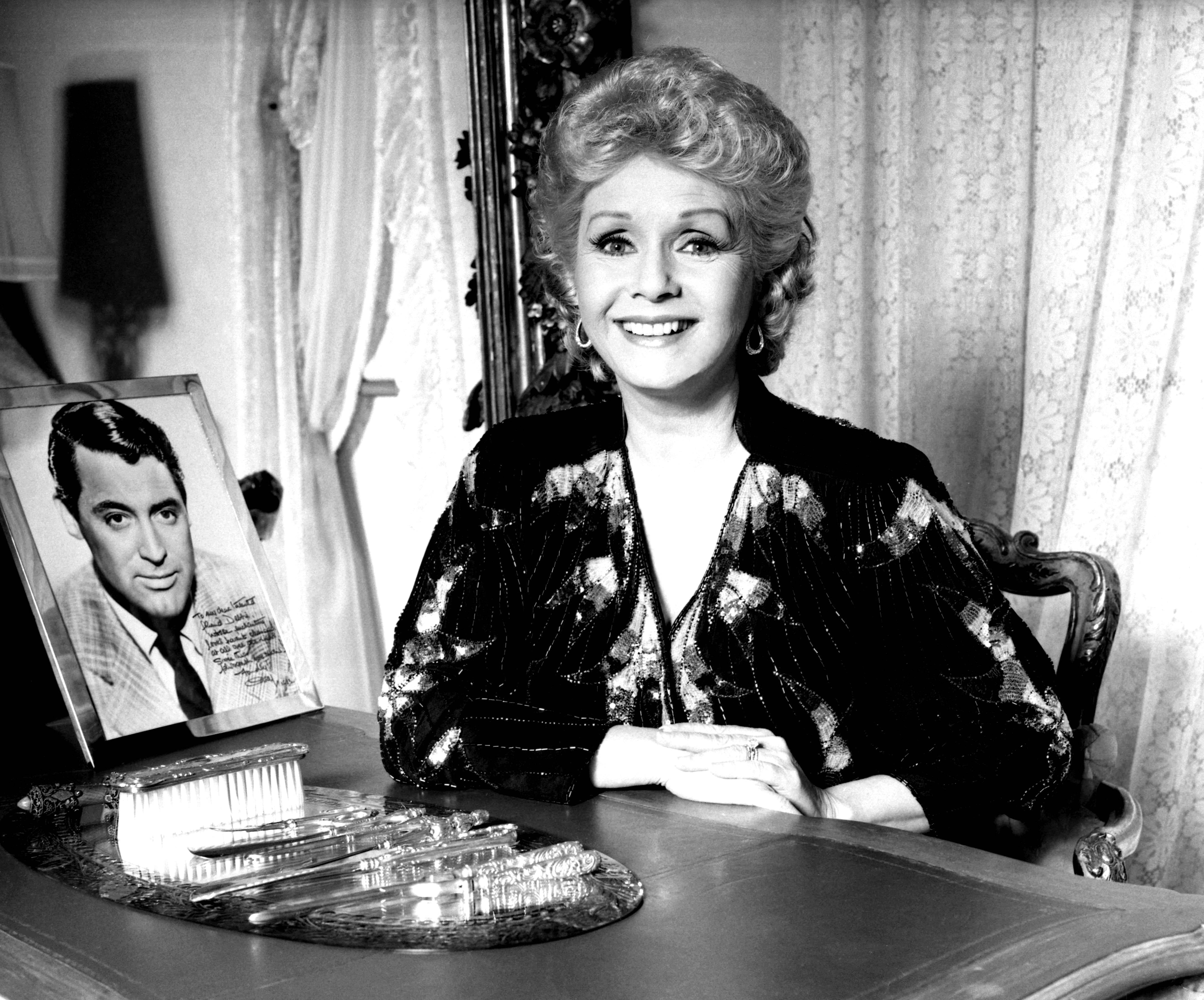
Debbie Reynolds, atriz americana, faleceu no dia seguinte a morte de sua filha Carrie Fisher

| Dia | Nome                     | Profissão ou motivo de reconhecimento                                                | Nacionalidade               | Ano de nasc. | Ref                  |
| --- | ------------------------ | ------------------------------------------------------------------------------------ | --------------------------- | ------------ | -------------------- |
| 2   | Samuel Lee               | Saltador ornamental                                                                  | Estados Unidos              | 1920         | [ 1 ]                |
| 2   | Lindberg Aziz Cury       | Empresário e político                                                                | Brasil                      | 1934         | [ 2 ]                |
| 4   | Ferreira Gullar          | Escritor, poeta, crítico de arte e ensaísta                                          | Brasil                      | 1930         | [ 3 ]                |
| 5   | Big Syke                 | Rapper                                                                               | Estados Unidos              | 1968         | [ 4 ]                |
| 5   | Marcel Renaud            | Canoísta                                                                             | França                      | 1926         | [ 5 ]                |
| 6   | Peter Vaughan            | Ator                                                                                 | Reino Unido                 | 1923         | [ 6 ] [ 7 ]          |
| 6   | Dave Edwards             | Jogador de futebol americano                                                         | Estados Unidos              | 1939         | [ 8 ]                |
| 6   | Adolf Burger             | Tipógrafo                                                                            | Eslováquia                  | 1917         | [ 9 ]                |
| 7   | Greg Lake                | Baixista do Emerson Lake & Palmer e King Crimson                                     | Reino Unido                 | 1947         | [ 10 ] [ 11 ] [ 12 ] |
| 7   | Paul Elvstrøm            | Velejador                                                                            | Dinamarca                   | 1928         | [ 13 ]               |
| 8   | John Glenn               | Primeiro astronauta norte-americano a orbitar a Terra                                | Estados Unidos              | 1921         | [ 14 ]               |
| 8   | Lélis Lara               | Bispo-emérito da Diocese de Itabira-Fabriciano                                       | Brasil                      | 1925         | [ 15 ]               |
| 9   | Élcio Álvares            | Político                                                                             | Brasil                      | 1932         | [ 16 ]               |
| 10  | Alberto Seixas Santos    | Cineasta                                                                             | Portugal                    | 1936         | [ 17 ]               |
| 10  | Peter Brabrook           | Futebolista                                                                          | Reino Unido                 | 1937         | [ 18 ]               |
| 10  | George Klein             | Biólogo                                                                              | Hungria/ Suécia             | 1925         | [ 19 ]               |
| 10  | Daminhão Experiença      | Cantor, músico e compositor                                                          | Brasil                      | 1935         | [ 20 ]               |
| 10  | Felix Browder            | Matemático                                                                           | Estados Unidos              | 1927         | [ 21 ]               |
| 11  | Carlos Rodrigues         | Ator                                                                                 | Portugal                    | 1944         | [ 22 ]               |
| 11  | João Castelo             | Empresário e político                                                                | Brasil                      | 1937         | [ 23 ]               |
| 12  | Javier Echevarría        | Bispo da Igreja Católica, teólogo e jurista                                          | Espanha                     | 1932         | [ 24 ]               |
| 12  | Shirley Hazzard          | Escritora                                                                            | Austrália/ Estados Unidos   | 1931         | [ 25 ]               |
| 12  | Bob Schnelker            | Jogador de futebol americano                                                         | Estados Unidos              | 1928         | [ 26 ]               |
| 13  | Thomas Schelling         | Economista                                                                           | Estados Unidos              | 1921         | [ 27 ]               |
| 13  | Alan Thicke              | Ator                                                                                 | Canadá                      | 1947         | [ 28 ] [ 29 ]        |
| 13  | Vignoli                  | Pintor e escultor                                                                    | Brasil                      | 1960         | [ 30 ]               |
| 13  | Yevgeny Yufit            | Cineasta                                                                             | Rússia                      | 1961         | [ 31 ]               |
| 13  | Zubaida Tharwat          | Atriz                                                                                | Egito                       | 1940         | [ 32 ]               |
| 14  | Paulo Evaristo Arns      | Arcebispo-emérito de São Paulo                                                       | Brasil                      | 1921         | [ 33 ]               |
| 14  | Bernard Fox              | Ator                                                                                 | Reino Unido                 | 1927         | [ 34 ] [ 35 ]        |
| 14  | Päivi Paunu              | Cantora                                                                              | Finlândia                   | 1946         | [ 36 ]               |
| 14  | Phelippe Daou            | Jornalista e fundador da Rede Amazônica                                              | Brasil                      | 1928         | [ 37 ]               |
| 15  | Villas-Bôas Corrêa       | Jornalista                                                                           | Brasil                      | 1923         | [ 38 ]               |
| 15  | Craig Sager              | Apresentador e repórter de quadra da NBA                                             | Estados Unidos              | 1951         | [ 39 ]               |
| 15  | Hélio Vígio              | Lutador e árbitro de vale-tudo                                                       | Brasil                      | 1934         | [ 40 ]               |
| 16  | Faina Melnyk             | Atleta de lançamento de disco                                                        | Ucrânia                     | 1945         | [ 41 ]               |
| 16  | Andrea Tonacci           | Cineasta                                                                             | Brasil/ Itália              | 1944         | [ 42 ]               |
| 16  | Paolo Prodi              | Historiador                                                                          | Itália                      | 1932         | [ 43 ]               |
| 17  | Henry Heimlich           | Médico, inventor da manobra com o seu nome                                           | Estados Unidos              | 1920         | [ 44 ]               |
| 18  | Zsa Zsa Gábor            | Atriz e socialite                                                                    | Hungria/ Estados Unidos     | 1917         | [ 45 ]               |
| 18  | Sata Isobe               | Voleibolista                                                                         | Japão                       | 1944         | [ 46 ]               |
| 19  | Andrei Karlov            | Diplomata                                                                            | Rússia                      | 1954         | [ 47 ]               |
| 20  | Michèle Morgan           | Atriz                                                                                | França                      | 1920         | [ 48 ]               |
| 20  | Raymond Heacock          | Engenheiro                                                                           | Estados Unidos              | 1928         | [ 49 ]               |
| 21  | Welington de Melo        | Matemático                                                                           | Brasil                      | 1946         | [ 50 ]               |
| 21  | Sidney Drell             | Físico                                                                               | Estados Unidos              | 1926         | [ 51 ]               |
| 22  | Luís de Azevedo Coutinho | Político                                                                             | Portugal                    | 1928         | [ 52 ]               |
| 22  | Alberto Laiseca          | Escritor                                                                             | Argentina                   | 1941         | [ 53 ]               |
| 22  | Miruts Yifter            | Atleta                                                                               | Etiópia                     | 1944         | [ 54 ] [ 55 ]        |
| 23  | Lúcia Tereza             | Professora, diretora, ex-prefeita e deputada estadual                                | Brasil                      | 1946         | [ 56 ] [ 57 ]        |
| 23  | Álida Grubba             | Supercentenária                                                                      | Brasil                      | 1903         | [ 58 ]               |
| 23  | Piers Sellers            | Astronauta e cientista                                                               | Estados Unidos/ Reino Unido | 1955         | [ 59 ]               |
| 23  | Vesna Vulović            | Comissária de bordo, sobrevivente à maior queda livre sem a utilização de paraquedas | Sérvia                      | 1950         | [ 60 ]               |
| 23  | Robert Hinde             | Zoólogo                                                                              | Reino Unido                 | 1923         | [ 61 ]               |
| 24  | Edwin Reinecke           | Político                                                                             | Estados Unidos              | 1924         | [ 62 ]               |
| 24  | Richard Adams            | Escritor e romancista                                                                | Reino Unido                 | 1920         | [ 63 ] [ 64 ]        |
| 24  | Liz Smith                | Atriz                                                                                | Reino Unido                 | 1921         | [ 65 ]               |
| 25  | George Michael           | Cantor e compositor                                                                  | Reino Unido                 | 1963         | [ 66 ] [ 67 ]        |
| 25  | Vera Rubin               | Astrônoma                                                                            | Estados Unidos              | 1928         | [ 68 ]               |
| 25  | Jair Moraes              | Bailarino                                                                            | Brasil                      | 1946         | [ 69 ]               |
| 25  | Elizaveta Glinka         | Ativista                                                                             | Rússia                      | 1962         | [ 70 ]               |
| 25  | Lucila Nogueira          | Escritora                                                                            | Brasil                      | 1950         | [ 71 ]               |
| 26  | Ashot Anastasian         | Enxadrista                                                                           | Armênia                     | 1964         | [ 72 ]               |
| 26  | Ricky Harris             | Ator e comediante                                                                    | Estados Unidos              | 1962         | [ 73 ]               |
| 26  | Kyriakos Amiridis        | Diplomata                                                                            | Grécia                      | 1957         | [ 74 ]               |
| 27  | Ratnasiri Wickremanayake | Político                                                                             | Sri Lanka                   | 1933         | [ 75 ]               |
| 27  | Claude Gensac            | Atriz                                                                                | França                      | 1927         | [ 76 ]               |
| 27  | Mariza Corrêa            | Antropóloga                                                                          | Brasil                      | 1945         | [ 77 ]               |
| 27  | Carrie Fisher            | Atriz, escritora e roteirista                                                        | Estados Unidos              | 1956         | [ 78 ]               |
| 28  | Debbie Reynolds          | Atriz, dançarina e cantora                                                           | Estados Unidos              | 1932         | [ 79 ] [ 80 ]        |
| 28  | Gregorio Álvarez         | Ex-presidente e militar                                                              | Uruguai                     | 1925         | [ 81 ]               |
| 28  | Pierre Barouh            | Compositor e ator                                                                    | França                      | 1934         | [ 82 ]               |
| 28  | Anthony Cronin           | Escritor, poeta e crítico de arte                                                    | Irlanda                     | 1928         | [ 83 ]               |
| 28  | Michel Déon              | Escritor, dramaturgo e crítico literário                                             | França                      | 1919         | [ 84 ]               |
| 28  | Bibiano                  | Músico e compositor                                                                  | Espanha                     | 1950         | [ 85 ]               |
| 29  | Néstor Gonçalves         | Futebolista                                                                          | Uruguai                     | 1936         | [ 86 ] [ 87 ]        |
| 29  | Olga Ulianova            | Historiadora                                                                         | Rússia/ Chile               | 1963         | [ 88 ]               |
| 29  | Ferdi Kübler             | Ciclista                                                                             | Suíça                       | 1919         | [ 89 ]               |
| 29  | William Salice           | Empresário e inventor do Kinder Ovo                                                  | Itália                      | 1933         | [ 90 ]               |
| 30  | Allan Williams           | Empresário                                                                           | Reino Unido                 | 1930         | [ 91 ]               |
| 31  | Adílson Maghá            | Ator                                                                                 | Brasil                      | 1948         | [ 92 ]               |
| 31  | Sérgio Grando            | Político                                                                             | Brasil                      | 1947         | [ 93 ]               |